# Étienne Fourmont
Étienne Fourmont, född den 23 juni 1683 i Herblay nära Argenteuil, död den 8 december 1745 i Paris, var en fransk orientalist. Han var bror till Michel Fourmont och farbror till Claude-Louis Fourmont. 
Fourmont blev 1715 professor i arabiska vid Collège de France samt förvärvade stort rykte som språkforskare, i synnerhet genom sina långvariga studier i kinesiskan, även om hans djärva konjekturer, vågade härledningar och paradoxa satser har minskat tilliten till hans arbeten. Han skrev bland annat Linguæ Sinarum mandarinicæ hieroglypliicæ grammatica (1742).